# Thanks (Takako Ohta)
Thanks è il nono album della cantante giapponese Takako Ohta, pubblicato il 5 febbraio 1989 e il primo pubblicato con la NEC Avenue. La seconda traccia dell'album è una cover del brano Girlfriend del 1987, scritta da Babyface e L.A. Reid ed interpretata originariamente dalla statunitense Pebbles.

## Tracce
1. Dakishimetai kon'ya wa (抱きしめたい今夜は?) (testo: Xu Yingzi – musica: Gekou Yaxing)
2. Girlfriend (Babyface, L.A. Reid - adattamento in giapponese: Takazuko Saka)
3. Niji o wataru shōnen (虹を渡る少年?) (testo: Anju Mana – musica: Hitoshi Haba)
4. Mirai wa kimi no naka ni (未来は君の中に?) (testo: Yumi Yoshimoto – musica: Wataru Kuniyasu)
5. Get Tomorrow (testo: Takazuko Saka – musica: Takashi Tsushimi)
6. Hurry Up! (testo: Takazuko Saka – musica: Yuji Otaguro)
7. Mannekin (マネキン?) (testo: Anju Mana – musica: Miura Ichinen)
8. With You (testo: Takazuko Saka – musica: Gekou Yaxing)
9. Thanks (testo: Anju Mana – musica: Takashi Tsushimi)
10. See You Again (testo: Xu Yingzi – musica: Yuji Otaguro)

## Singoli
| Data            | A-side     | B-side                   |
| --------------- | ---------- | ------------------------ |
| 5 febbraio 1989 | Hurry Up!  | Mirai wa kimi no naka ni |
| 1 giugno 1989   | Girlfriend | Thanks                   |